# Анђелић
Анђелић је презиме са Балкана. Може се односити на следеће особе:
- Алекс Анђелић (1940–2021), тренер у хокеју на леду
- Божо Анђелић (1992), рукометаш
- Герман Анђелић (1822–1888), епископ бачки и патријарх српски
- Милан Анђелић (1881–1963), судски генерал
- Татомир Анђелић (1903–1993), математичар и стручњак за механику